# Maublancancylistes
Maublancancylistes är ett släkte av skalbaggar. Maublancancylistes ingår i familjen långhorningar.
Kladogram enligt Catalogue of Life:
| Maublancancylistes | \| \| Maublancancylistes maublanci \| \| \| \| \| \| Maublancancylistes mirei \| \| \| \| |
|                    | \| \| Maublancancylistes maublanci \| \| \| \| \| \| Maublancancylistes mirei \| \| \| \| |
|                    | Maublancancylistes maublanci                                                              |
|                    |                                                                                           |
|                    | Maublancancylistes mirei                                                                  |
|                    |                                                                                           |